# Triticum dimococcum
Triticum dimococcum är en gräsart som beskrevs av E.Schiem. och Günter Staudt. Triticum dimococcum ingår i släktet veten, och familjen gräs. Inga underarter finns listade i Catalogue of Life.